# Michel Thonar
Michel Thonar, mécanicien puis métallurgiste socialiste hutois, fut l'un des fondateurs du Parti ouvrier belge au sein duquel il n'occupa toutefois aucun rôle marquant, étant plutôt un tribun qu'un meneur ou un organisateur. 
Il sera l'une des chevilles ouvrières du mouvement ouvrier dans sa ville de Huy, accompagnant les élargissement du suffrage universel aux classes ouvrières à la fin du XIXe siècle. parallèlement, il se consacrera aux structures coopératives et aux journaux socialistes locaux.
L'incertitude subsiste pour savoir si c'est le même Michel Thonar qui, en 1893, obtint du conseil communal de la ville de Namur l'autorisation d'aménager l'esplanade de la citadelle (construction du Grand Hôtel de la citadelle de Namur notamment).